# 丸尾宏一
丸尾 宏一（まるお こういち）は、日本の画家。
2006年に、兵庫県三田市で美術系予備校アトリエエム（atelier m）を設立している。

## 略歴
- 1995年 京都造形芸術大学美術学科洋画コース（現・油画コース）卒業
- 1995年から2005年まで 公立中学校美術教諭を務める。

## 主な受賞履歴
- 1995年 京都造形芸術大学卒業制作展 学長賞
- 1998年 京展 市長賞、三田市展 優秀賞
- 1999年 三田市展 奨励賞、姫路市展 姫路市立美術館賞
- 2001年 新制作展 入選
- 2006年 フランス美術賞展 テーラー財団賞
- 2008年 川の絵画大賞展 大賞
- 2016年 新制作展 新作家賞（同’１９年受賞）
- 2018年 新制作展 損保ジャパン日本興亜美術財団賞
- その他 受賞、個展・グループ展
- 現在 新制作協会会員